# دشت پولسین
دشت پولسین یک جلگه در قسمت جنوب غربی جلگه شرقی اروپا در حوضه های زهکشی چندین رودخانه از جمله دنیپر ، پریپیت و دسنا است.این دشت در امتداد مرز بلاروس و اوکراین امتداد دارد. قسمت شرقی جلگه تا منطقه بریانسک در فدراسیون روسیه امتداد دارد.